# 施兆昂
施兆昂（？年—？年），字顒昆，號匏如，福建福清龍田鎮人，明末官員、畫家。

## 生平
施兆昂在萬曆四十六年（1608年）中式戊午科福建鄉試第二十二名舉人，四十七年（1609年）联捷己未科二甲第二名進士，吏部觀政後，被選為翰林院庶吉士。他學問淵博、工詩賦、精書畫。一生著有《天尺樓稿》及《館課四江集》。他聞山水便心動，曾遊歷稻廬三天門、靈岩、嘯台、及禮鬥壇諸遺跡。

## 家族
曾祖施文顥。祖父施國莊。父亲施作岐。弟施兆晟，字造仲，號孩初，官松潘游击。

## 連結
- 《福建通志》第三十六卷〈s:福建通志 (四庫全書本)/卷36〉
- 林栗〈歷代修志沿革 福清圖經總叙〉「公署」第二卷第32頁，福清市地方志編纂委員會